# Gemmeleg
Gemmeleg er en leg, som kan leges både ude og inde.
En person vælges til at tælle til f.eks. 10 i mens de øvrige deltagere gemmer sig. Derefter er det den valgte persons opgave at finde de øvrige. Legen er sjovest at lege ude pga. flere mulige gemmesteder. Der er ingen grænser for deltagere i legen.
| Spil | Spire Denne artikel om spil eller lege er en spire som bør udbygges. Du er velkommen til at hjælpe Wikipedia ved at udvide den. |